# Piñel de Arriba (kommunhuvudort)
Piñel de Arriba är en kommunhuvudort i Spanien.   Den ligger i provinsen Provincia de Valladolid och regionen Kastilien och Leon, i den centrala delen av landet, 150 km norr om huvudstaden Madrid. Piñel de Arriba ligger 831 meter över havet och antalet invånare är 136.
Terrängen runt Piñel de Arriba är platt åt nordost, men åt sydväst är den kuperad. Runt Piñel de Arriba är det glesbefolkat, med 8 invånare per kvadratkilometer. Närmaste större samhälle är Peñafiel, 10,9 km söder om Piñel de Arriba. Trakten runt Piñel de Arriba består till största delen av jordbruksmark.